# Willy Berger
Willy Berger (* 24. Juli 1888 in Sebnitz; † 10. Mai 1976 in Bad Schandau) war ein deutscher Museologe und Heimatforscher.

## Leben
In Sebnitz geboren, zog er bereits 1894 mit seinen Eltern nach Schandau, wo er die Schule besuchte und von 1903 bis 1906 eine Lehre als Schreiber beim städtischen Rat erfolgreich absolvierte. Er wurde zunächst Expedient, 1908 städtischer Assistent und nach dem Ersten Weltkrieg Angestellter des Rates der Stadt Bad Schandau. Lange Zeit war er Leiter der Stadtsparkasse Bad Schandau.
Ab 1938 beschäftigte er sich verstärkt mit dem Sammeln frühgeschichtlicher Objekte, nachdem er beim Bau seines Hauses auf die alte Schomburg gestoßen war. In diesem Zusammenhang kam er auf die Idee, in Bad Schandau ein Heimatmuseum zu gründen. Dieses wurde am 29. August 1940 unter seiner Leitung im Gebäude Badallee 10/11 eröffnet. Nach der kriegsbedingten Schließung des Museums und dem Ende des Zweiten Weltkrieges übernahm Willy Berger erneut die Museumsleitung, die er mit Erreichen des 75. Lebensjahres 1963 in den Händen hielt. Unter seiner Leitung wurde es zu den meistbesuchten Museen in der Sächsischen Schweiz. 1957 publizierte er gemeinsam mit Gerhard Walter einen 24-seitigen Führer durch das Heimatmuseum Bad Schandau mit elf Abbildungen.
In Bad Schandau gründete Willy Berger eine Ortsgruppe des Kulturbundes der DDR, die er ebenfalls über mehrere Jahre leitete. Außerdem zählte er zu den Mitbegründern des Arbeitskreises Sächsische Schweiz. 1976 verstarb er im 88. Lebensjahr.